# Ritteriella picteti
Ritteriella picteti är en ryggsträngsdjursart som först beskrevs av Carl Apstein 1904.  Ritteriella picteti ingår i släktet Ritteriella och familjen bandsalper. Inga underarter finns listade i Catalogue of Life.